# Urosigalphus bidentatus
Urosigalphus bidentatus är en stekelart som beskrevs av Gibson 1974. Urosigalphus bidentatus ingår i släktet Urosigalphus och familjen bracksteklar. Inga underarter finns listade i Catalogue of Life.